# Pen + Brush
Pen + Brush ist eine Non-Profit-Organisation zur Unterstützung von Frauen in den Künsten. Sie wurde 1894 in New York gegründet, um die Gleichberechtigung von Frauen in der Kunst zu fördern. Seit 2015 betreibt sie in New York eine Galerie für moderne Kunst, die vorrangig von Frauen geschaffen ist.

## Geschichte

Ida Tarbell war 30 Jahre lang Präsidentin der Gruppe

1893 lud die New Yorker Malerin und Buchbinderin Janet C. Lewis gemeinsam mit ihrer Schwester Mary eine Reihe von Frauen, die sich für Kunst und Literatur interessierten, zur Gründung einer neuen Gruppe ein. Zweck dieser Organisation sollte gegenseitige Verbesserung, Förderung und gesellschaftlicher Umgang miteinander sein. Als Namen für die Gruppe schlug Lewis The Pen and Brush Club vor. Das erste offizielle Treffen fand am 29. März 1894 im Fifth Avenue Hotel statt. Damit ist die Organisation älter als jede andere offizielle Frauenorganisation in den Vereinigten Staaten sowie die meisten New Yorker Kunstinstitutionen, darunter das Museum of Modern Art und das Whitney Museum of American Art.
Unter dem Vorsitz der Schriftstellerin und Suffragette Grace Seton wurde The Pen and Brush, bis dahin ein privater Club, 1912 rechtlich gegründet (Inc.). Unter der 30-jährigen Präsidentschaft (ab 1913) der Journalistin und Schriftstellerin Ida Tarbell florierte die Organisation: Zu den Mitgliedern gehörten bekannte Autorinnen wie Marianne Moore, Margaret Widdemer, Pamela Colman Smith und Pearl S. Buck, die renommierten bildenden Künstlerinnen Isabel Whitney, Malvina Hoffman, Clara Sipprell und Jessie Tarbox Beals sowie die Fotografin Jessie Tarbox Beals und zwei Präsidenten-Ehefrauen, Eleanor Roosevelt und Ellen Wilson.
Bis 1923 fanden Treffen und Ausstellungen des Verbandes in gemieteten Räumlichkeiten statt, bis The Pen and Brush ein Gebäude aus dem 19. Jahrhundert in der 10th Street in Greenwich Village erwarb, einem Herrenhaus nicht unähnlich, mit elf Marmorkaminen, holzgetäfelter Bibliothek und Dienstboteneingang. 40 Jahre später, 1963, war die Hypothek für das Haus abgezahlt, und sie wurde in einer feierlichen Zeremonie verbrannt. Bei dieser Gelegenheit wurde ein Katalog mit einer Liste aller bisherigen Mitglieder erstellt, im Durchschnitt sind es gleichzeitig rund 400.
2014 verkaufte die Organisation ihren ersten Sitz – eine Entscheidung, die vielen älteren Mitgliedern missfiel – und zog in ein anderes Gebäude im Stadtviertel Flatiron, nahe Madison Square Park, um die Werke von Künstlerinnen in angemessenem Rahmen auf über 500 Quadratmetern über zwei Etagen präsentieren zu können. Das neue Domizil ist über 100 Jahre alt und wurde modern umgestaltet, indem die industrielle Struktur erhalten blieb. Am 8. Oktober 2015 wurde es mit der (von einem Mann kuratierten) Ausstellung Broad Strokes eröffnet, an der sich 15 Künstlerinnen beteiligten. Seitdem bedient sich die Organisation der neuen Schreibweise Pen + Brush und ist nicht mehr ein Club mit Mitgliedern, die zur Aufnahme zwei Bürginnen stellen mussten, sondern fungiert als gemeinnützige Galerie. Das Augenmerk liegt zunehmend auf Künstlerinnen ohne „sozioökonomische Privilegien“, so etwa aus ärmeren Ländern, abseits vom Kunstgeschmack der „Elite“. Die Arbeit der Galerie ist feministisch und anti-rassistisch, es werde aber mit Sicherheit kein Schild an der Tür geben, dass alle Werke im Inneren von Frauen seien, so die stellvertretende Direktorin Dawn Delikat.
2018 wurde die erste Ausgabe der eigenen literarischen Zeitschrift Pen + Brush In Print herausgegeben, die künftig zwei Mal jährlich erscheinen soll. Im selben Jahr zeigte die Galerie Werke der Fotografin Lola Flash. 2019 feierte die Organisation ihr 125-jähriges Bestehen. Derzeitige Präsidentin ist Nette Forné Thomas, Künstlerin und ehemalige Kunstlehrerin an der Newark Arts High School, Vizepräsidentin die in Afrika geborene Autorin Rashidah Ismaili.